# Universität Bethlehem
Die Universität Bethlehem (arabisch جامعة بيت لحم, DMG Ǧāmiʿat Bait Laḥm; englisch Bethlehem University, BU) ist eine Hochschule in Trägerschaft der katholischen Kirche mit Sitz in Bethlehem im Westjordanland, Palästina.

## Geschichte

### 1964–1973
Die Bethlehem Universität wurde im Oktober 1973 eröffnet und ist damit die älteste Universität im Westjordanland. Als im Jahr 1964 Papst Paul VI. auf seiner Heilig-Land-Reise nach Palästina kam, brachten die Menschen die Notwendigkeit einer Universität in ihrem Heimatland zum Ausdruck. Aufgrund des Sechs-Tage-Krieges und daraufhin der Besetzung des Westjordanlands dauerte es noch weitere neun Jahre, bis die ersten 112 Studenten den Campus betreten konnten. Die Leitung der Uni vertraute der Heilige Stuhl, vertreten durch die Kongregation für die orientalischen Kirchen, den De La Salle Christlichen Schulbrüdern an, die die Universität bis heute leiten. Joseph Loewenstein FSC wurde 1975 zum Präsidenten der BU ernannt, nachdem Joseph Neary das Amt aufgeben musste.

### 1978–2011
- Um den Ansprüchen der wachsenden Studentenzahl gerecht zu werden, wurde die Universität erweitert: Um die Bibliothek (1978), den Anbau der Naturwissenschaftlichen Fakultät (1980), das Gebäude mit Auditorium und Mensa (1990), das Institut für Gemeindepartnerschaft/ICP (1991), die „Bethlehem Hall“ der Fakultäten für Pflege- und Erziehungswissenschaften (1995), das Turathuna: Zentrum für palästinensisches Kulturerbe (2000) und schließlich die „Millennium Hall“ der Fakultäten für Geisteswissenschaften und Betriebswirtschaft (2002). Zudem wurde 2011 ein neues Gebäude für die Fakultät für Erziehungswissenschaften eröffnet.
- Die Universität Bethlehem wurde 1978 eines der Gründungsmitglieder des Palästinensischen Rates für Akademische Bildung und kooperiert heute mit dem Ministerium für Bildung und Hochschulen.
- Im Mai 1981 wurde die Universität Bethlehem Mitglied in der Vereinigung der arabischen Universitäten. Darüber hinaus ist die Universität Bethlehem Mitglied in der Internationalen Föderation katholischer Universitäten, der „Lasallian Association of Colleges and Universities“, und der Internationalen Vereinigung der Universitäten.
- Die Universität ist zwölfmal auf Befehl des israelischen Militärs geschlossen worden; die längste Schließung erfolgte von Oktober 1987 bis Oktober 1990. Dennoch wurden durchgängig Lehrveranstaltungen inner- und außerhalb des Campus abgehalten.

### Seit 2013
- 2013: Die Bethlehem Universität feierte ihr 40-jähriges Jubiläum.[3]
- um 2018: Das Brother Vincent Malham Center (BVMC) eröffnet unter der Leitung des Linguisten Moïn Halloun das Deutsch-Palästinensische Institut.[4]

## Organisation
Die Universität wird von den Brüdern des De-La-Salle-Ordens seit Gründung geführt.
Die BU wird getragen durch das Lateinische Patriarchat von Jerusalem sowie weiteren akademischen, administrativen und spendensammelnden Organisationen. Einer der wichtigsten administrativen Entscheidungsträgern ist das „International Board of Regents (BU-IBR)“, das sich zweimal jährlich trifft zu einer Verwaltungsratssitzung mit drei Ausschüssen: einem Akademiker-, einem Finanz- und einem Entwicklungsausschuss. Das IBR besteht aus Vertretern der Gründer der Universität, Universitätsvertretern und Managern internationaler Konzerne, die die Universität aus den USA, den Vereinigten Arabischen Emiraten, Spanien, der Schweiz, Japan, Deutschland, Italien und England unterstützen. Weitere sind Vertreter des Lateinischen Patriarchats von Jerusalem und des Ritterordens vom Heiligen Grab zu Jerusalem, die die Hauptlast der finanziellen Budgets deckt.

### Zahlen und Fakten
Zu Beginn des akademischen Jahres 2017/2018 waren 3308 Studierende immatrikuliert, davon 77,2 % Frauen. Dieser hohe Prozentsatz an weiblichen Studierenden hat mehrere Gründe:
- die angebotenen Studienfächer der Bethlehem Universität werden eher von Frauen belegt,
- Männer bekommen von ihren Familien leichter die Erlaubnis im Ausland studieren zu dürfen,
- viele junge Männer fangen direkt nach ihrem Schulabschluss an zu arbeiten, um ihre Familien unterstützen zu können,
- es sind mehr Männer als Frauen in israelischen Gefängnissen inhaftiert.

Obwohl die Universität katholisch ist, gibt es 76 % Muslime und nur 24 % Christen. Diese Zahl ist mit weniger als 1 % Christen in ganz Palästina vergleichsweise hoch. Der interreligiöse Dialog sowie das friedliche Zusammenleben der Religionen gehören zu den Kernpunkten der Mission der BU. Ein Großteil der Studierenden kommt aus den Ostteilen Jerusalems (46,2 %) oder der Region Bethlehem (44,3 %). Weitere 7,7 % kommen aus Hebron zur Universität. Bis August 2017 haben 17.197 Studierende ihren Abschluss an der BU erhalten.
Mit insgesamt über 420 Mitarbeitern (ca. 50 % Lehrpersonal) ist die Bethlehem Universität der größte Arbeitgeber der Region. Die Bethlehem-Universität bietet 21 Bachelor- und vier Masterstudiengänge an.
Im Gegensatz zu vielen anderen Universitäten ist die BU auf Spenden angewiesen, um den laufenden Betrieb zu finanzieren. Dies kommt aus der Diskrepanz zwischen den tatsächlichen Studienkosten und den an die Wirtschaftskraft der Familie angepassten Gebühren für die Studenten. Im akademischen Jahr 2017/2018 betrug der Spendenanteil im Budget 48 % und macht damit den größten Teil der Gelder aus. Nimmt man Erweiterungsprojekte hinzu, ist die Universität zu ca. 65 % auf Geldgeber angewiesen.

## Fakultäten
- Fakultät für Geisteswissenschaften (23,1 %)
- Fakultät für Betriebswirtschaft (18,6 %)
- Fakultät für Naturwissenschaften (12,9 %)
- Fakultät für Erziehungswissenschaften (23,1 %)
- Fakultät für Pflege- und Gesundheitswissenschaften mit Außenstelle in El Qubeibeh („Emmaus“) (Westjordanland) (15,7 %)[8]
- Institut für Hotelmanagement und Tourismus (6,1 %)

## Besuchergruppen
Die BU sieht es als Teil ihrer Mission an, die Lebensrealität in der Besatzung insbesondere junger Palästinenser nach außen zu präsentieren. Zu diesem Zweck existiert das "Büro für externe Kommunikation und Beziehungen", über welches Pilger-, Studenten- und Touristengruppen sowie Interessenten aller Art an der Uni willkommen geheißen werden. Im Rahmen einer Diskussion mit Studierenden der Universität sowie einer Tour wird so ein Einblick in das alltägliche Leben der jungen Menschen gewährt. Dabei soll auch gezeigt werden, dass es entgegen der vorherrschenden Berichterstattung viele junge, gebildete und liberale Palästinenser gibt.

## Partnerorganisationen
Förderinstitutionen
- Association Bethlehem University (ABU),  Förderverein und Freundeskreis der Bethlehem Universität (Sitz: Zürich, Schweiz)[10]
- Deutscher Verein vom Heiligen Lande (Sitz: Köln, Deutschland)[11]
- Ritterorden vom Heiligen Grab zu Jerusalem (Sitz: Vatikan)

Hochschulpartnerschaften
- Katholische Hochschule Nordrhein-Westfalen: Hochschulpartnerschaft mit der Universität Bethlehem[12]
- Universität Oldenburg: Kooperationsprojekt der Institute für Theologie / Religious Education der Universitäten Oldenburg und Bethlehem sowie des Dar Al Kalima College Bethlehem[13]